# Макс Асканазі
Макс Асканазі (нім. Max Askanazy; 24 лютого 1865, Шталлупьонен, Пруссія — 23 жовтня 1940, Женева, Швейцарія) — німецько-швейцарський патолог. Член єврейської релігійної громади.

## Біографія
Народився в сім'ї Йозефа Самуеля і Ненні Асканазі. Навчався зі своїм братом Селлі Асканазі (1866—1940) гімназію Кнайфшефше в Кенігсберзі. У 1890 році здобув ступінь доктора медицини в Кенігсберзькому університеті, де кілька років працював у його інституті патології.

Після своєї габілітації в 1894 році спочатку викладав як приват-доцент, а з 1903 року — як титульний професор із загальної патології, патологічної анатомії та мікології в Кенігсберзькому університеті. Окрім своєї професійної діяльності, Асканазі провів у Кенігсберзі відому серію лекцій на тему «Мистецтво та наука». У ній він порівняв діяльність наукового дослідника з діяльністю художника: уява художника виконує роль помічника науки. Зі своїх знань вона надихає науку визнавати рішення проблем: 
|  | Якщо наука перш за все покликана робити спостереження і будувати з них теорії, то інтуїція, яку можна порівняти з уявою художника, також незамінна. |

У 1905 році він покликаний до Женевського університету змінити Фрідріха Вільгельма Зана (1845—1904) на посаді професора патології. Асканазі обіймав цю посаду до пенсії 1939 року.
У 1928 році він заснував Міжнародне товариство географічної патології.
Макс Асканазі був одружений з Стефанією Елізабет Марією, уродженою Герстель. Шлюб залишився бездітним.
Він помер у Женеві 23 жовтня 1940 року, за чотири місяці до того, як йому виповнилося б 76 років.

## Наукова діяльність
Він є автором близько 170 публікацій, займався насамперед гемопоетичною системою, кістковою патологією, ураженнями залоз внутрішньої секреції, пухлинами, запаленням та патогенною дією паразитів.
Свої спостереження патології крові він виклав у розділі «Кістковий мозок і кровотворення» відомого підручнику О. Любарша та Ф. Генке. Він у Кенігсберзі в 1888-1889 роках описав разом зі своїм вчителем Ернстом Нойманом «клітину лімфоїдного мозку» в кістковому мозку, яка є посттембріональною стовбуровою клітиною крові для всіх рядів клітин крові. У паразитології Асканазі виявив раніше невідомого паразита: збудника опісторхозу Ophisthorchis felineus. Він знайшов, що личинки цього гельмінта знаходяться в м'язах різних риб Куршської лагуни і можуть потрапити в організм людини при споживанні сирої риби. У людини не тільки виникає запальне ураження жовчних проток, але цей гельмінтоз може спричинити і їх карциному. Асканазі представив свої найважливіші висновки про паразитів у розділі підручника Л. Ашоффа. У 1898 році він описав вперше великі зернисті епітеліальні клітини, що забарвлюються як еозинофіли, з ацидофільною цитоплазмою, що іноді присутні в щитоподібній залозі.
Спостереження, що гельмінтоз здатен перерости в злоякісну пухлину, спонукала Асканазі розпочати експериментальне дослідження пухлин. В експериментах на тваринах він отримав докази утворення раку через миш'як (1926). Одна з перших публікацій часів Кенігсберга була присвячена пухлинам яєчника (дермоїдні кісти). Він розпізнав ці пухлини як «тератоми».
Він був першим, хто пов'язав кістозний фіброзний остит із пухлинами паращитоподібної залози.
Макс Асканазі вбачав центральним завданням патології в систематизації причин захворювання. При цьому він змінив сталі пріоритети в морфології, що дало значний поштовх дослідженню карцином. «Чотирьохфакторна теорія пухлинного генезу» Асканазі простежує розвиток карциноми:
- Загальне причина, як то спадковість;
- Місцеві особливості як то географічна патологія;
- Екзогенні подразники, наприклад, від паразитів;
- Ендогенні подразники на рівні клітини.

На його честь названо форму кахексії з набряками — синдром Асканазі—Рока.
Завдяки його науковому авторитету у всьому світі, Кенігсберзький інститут, а пізніше Женевський інститут патології, отримали значний статус у визнанні проведених там досліджень.

## Головні наукові твори
- Pathologisch-anatomische Beiträge zur Kenntniss des morbus basedowii, insbesondere über die dabei auftretende. Muskelerkrankkungz. Deutsches Archiv für klinische Medicin, Leipzig, 1898, 61:118-186. (Патолого-анатомічний внесок у пізнання основної хвороби, зокрема про м'язову хворобу z)
- Ueber Ostitis deformans ohne osteoides Gewebe. Arbeiten aus dem pathologisch-anatomischen Institut zu Tübingen, 1904, 4. 398—422 (Про деформуючий остит без остеоїдної тканини)
- Die Dermoidzysten des Eierstocks. / Bibl. Med, C, 19, Stuttgart 1905. / Дермоїдні кісти яєчника
- Allgemeine Ätiologie (kausale Genese) II. Äußere Krankheitsursachen zum Thema Parasiten. / L. Aschoff: Pathologische Anatomie. Lehrbuch. 4. Auflage. Band 1, G. Fischer Verlag, Jena 1914, S. 136—309. (нім.) (Загальна етіологія (причинний генез) II. Зовнішні причини захворювання на тему паразитів)
- Das Knochenmark. / F. Henke, O. Lubarsch: Handbuch der speziellen pathologischen Anatomie und Histologie. Teil II, Springer Verlag, Berlin 1927, S. 775—1082. (Кістковий мозок)
- * Die Entzündung. / Albrecht Bethe (1872-1954) et al: Handbuch der normalen und pathologischen Physiologie, volume 13. Berlin, 1929 (18 volumes. Berlin, J. Springer, 1925-1932). / Запалення

## Відзнаки
- У 1903 році обраний до Німецької академії наук Леопольдини.
- У 1928 році обраний головою Німецького товариства патологів.
- У 1934 році удостоєний премії Марселя Бенуа за значну роботу в галузі дослідження раку.
- У 1935 році став почесним громадянином Женеви.
- Йому двічі присуджено ступінь почесного доктора наук.